# Liste der brasilianischen Botschafter auf den Philippinen
Die brasilianische Botschaft befindet sich im 16. Stockwerk des Liberty Center in Mandaluyong City Manila.
Der Botschafter in Manila ist regelmäßig auch bei den Regierungen in Melekeok (Palau), Majuro (Marshallinseln) und Palikir (Föderierte Staaten von Mikronesien) akkreditiert.
| Ernannt       | Name                                                     | Bemerkungen                      | ernannt während der Regierung von    | akkreditiert während der Regierung von | Posten verlassen |
| ------------- | -------------------------------------------------------- | -------------------------------- | ------------------------------------ | -------------------------------------- | ---------------- |
| 12. Okt. 1966 | Àlvaro Teixeira Soares                                   | Dienstsitz Tokio                 | Humberto Castelo Branco              | Ferdinand Marcos                       |                  |
| 1. Aug. 1970  | Zilah Mafra Peixoto                                      |                                  | Emílio Garrastazu Médici             | Ferdinand Marcos                       | 1. Sep. 1972     |
| 1972          | Jacques Claude François Michel Fernandes Vieira Guilbaud | Geschäftsträger                  | Emílio Garrastazu Médici             | Ferdinand Marcos                       | 1973             |
| 1973          | Milton Telles Ribeiro                                    |                                  | Emílio Garrastazu Médici             | Ferdinand Marcos                       |                  |
| 1. Jan. 1975  | Roberto de Salvo Colmbra                                 | Geschäftsträger                  | Ernesto Geisel                       | Ferdinand Marcos                       | 3. Feb. 1975     |
| 4. Feb. 1975  | Luiz César Vinhaes da Costa                              | Geschäftsträger                  | Ernesto Geisel                       | Ferdinand Marcos                       | 16. Aug. 1975    |
| 17. Aug. 1975 | Carlos Alfredo Bernardes                                 |                                  | Ernesto Geisel                       | Ferdinand Marcos                       | 10. Juli 1975    |
| 10. Juli 1975 | Marcello José M. de Andrade                              | Geschäftsträger                  | Ernesto Geisel                       | Ferdinand Marcos                       | 15. Juli 1975    |
| 15. Juli 1975 | Carlos Alfredo Bernardes                                 |                                  | Ernesto Geisel                       | Ferdinand Marcos                       | 31. Dez. 1975    |
| 1977          | Lauro Soutelo Alves                                      |                                  | Ernesto Geisel                       | Ferdinand Marcos                       | 1982             |
| 31. Jan. 1983 | Joayrton Martins Cahú                                    |                                  | João Baptista de Oliveira Figueiredo | Ferdinand Marcos                       | 1988             |
| 11. Juli 1992 | Antônio Carlos Coelho da Rocha                           |                                  | Itamar Franco                        | Fidel Ramos                            | 23. Aug. 1996    |
| 23. Okt. 1988 | Raymundo Nonnato Loyola de Castro                        | Raimundo Nonato Loyola de Castro | José Sarney                          | Corazon Aquino                         | 1991             |
| 1. Dez. 1996  | Luiz Mattoso Maia Amado                                  | [ 2 ]                            | Fernando Henrique Cardoso            | Fidel Ramos                            | 17. Mai 2000     |
| 21. Nov. 2000 | Cláudio Maria Henrique do Couto Lyra                     | [ 3 ]                            | Fernando Henrique Cardoso            | Joseph Estrada                         |                  |
| 27. Apr. 2005 | Carlos Eduardo Sette Câmara da Fonseca Costa             | [ 4 ]                            | Luiz Inácio Lula da Silva            | Gloria Macapagal-Arroyo                | 28. Sep. 2007    |
| 29. Jan. 2008 | Alcides Gastão Rostand Prates                            |                                  | Luiz Inácio Lula da Silva            | Gloria Macapagal-Arroyo                |                  |
| 14. Feb. 2011 | George Ney de Souza Fernandes                            |                                  | Dilma Rousseff                       | Benigno Aquino III.                    |                  |